# Dendroaspis jamesoni
Dendroaspis jamesoni là một loài rắn trong họ Rắn hổ. Loài này được Traill mô tả khoa học đầu tiên năm 1843.
Đây là loài đặc hữu châu Phi.

## Mô tả

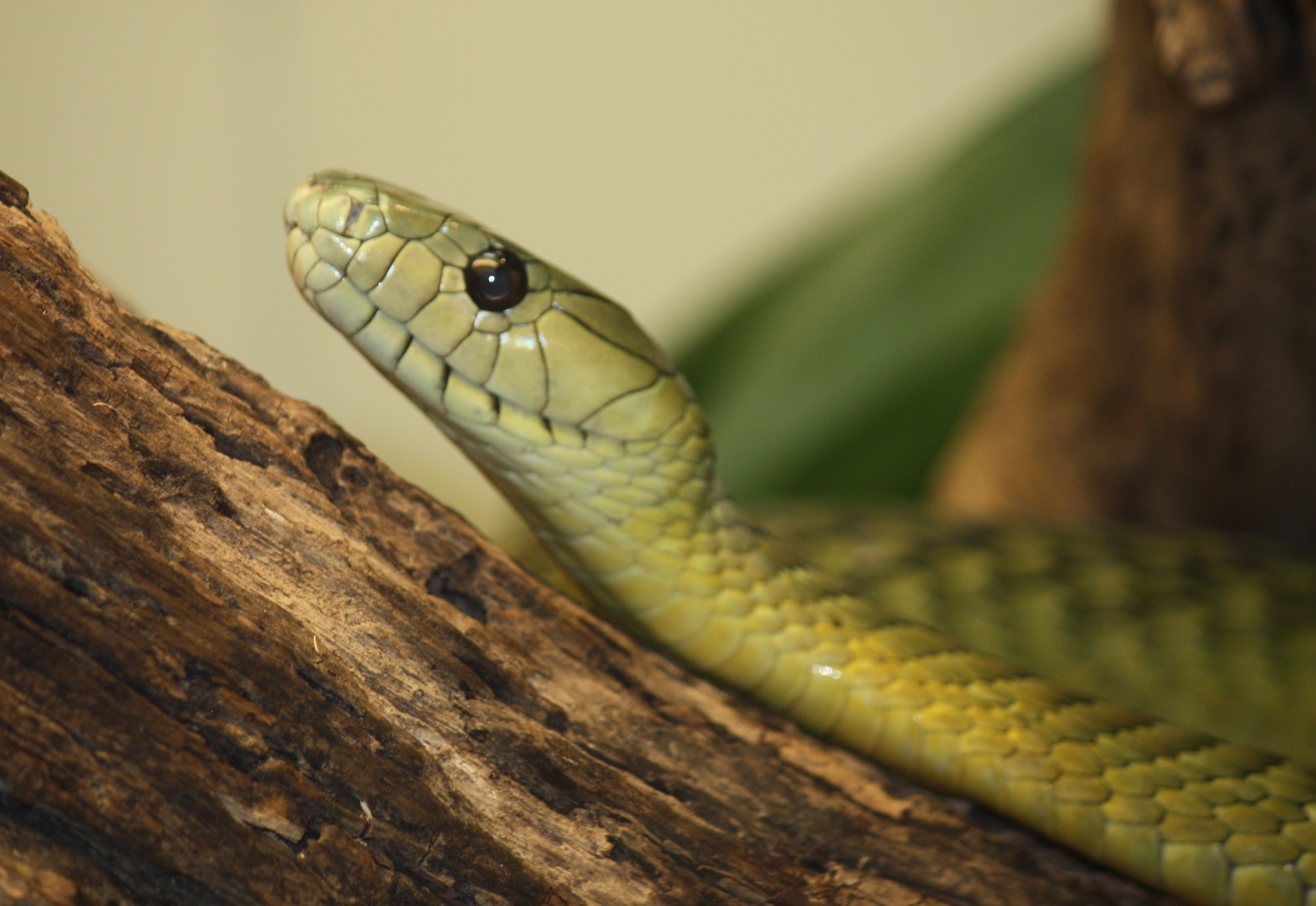

Dendroaspis jamesoni có thân hình lớn và mảnh khảnh với vảy mịn và đuôi thon dài thường chiếm 20 đến 25% tổng chiều dài của nó. 
Tổng chiều dài trung bình (bao gồm cả đuôi) của một con rắn trưởng thành là xấp xỉ 1,5 mét (4,9 ft) to 2,2 mét (7,2 ft). Chúng có thể đạt chiều dài lên đến 2,64 mét (8 ft 8 in). Con trưởng thành có xu hướng có màu xanh lá cây đậm trên lưng, pha trộn với màu xanh lục nhạt về phía dưới bụng với các vảy thường có viền đen. Mặt bụng, cổ và họng thường có màu kem hoặc hơi vàng. chúng có phần đầu hẹp và dài có mắt nhỏ và đồng tử tròn. Giống như rắn mamba miền tây, cổ có thể bị dẹt. Phân loài D. jamesoni kaimosae, thường được tìm thấy ở phần phía đông của phạm vi phân bố của loài này, có đuôi màu đen, trong khi các ví dụ trung tâm và phương tây thường có đuôi màu xanh lục nhạt hoặc vàng. Không có dị hình giới tính đáng kể đã được quan sát thấy giữa rắn đực và rắn cái.

## Hình ảnh

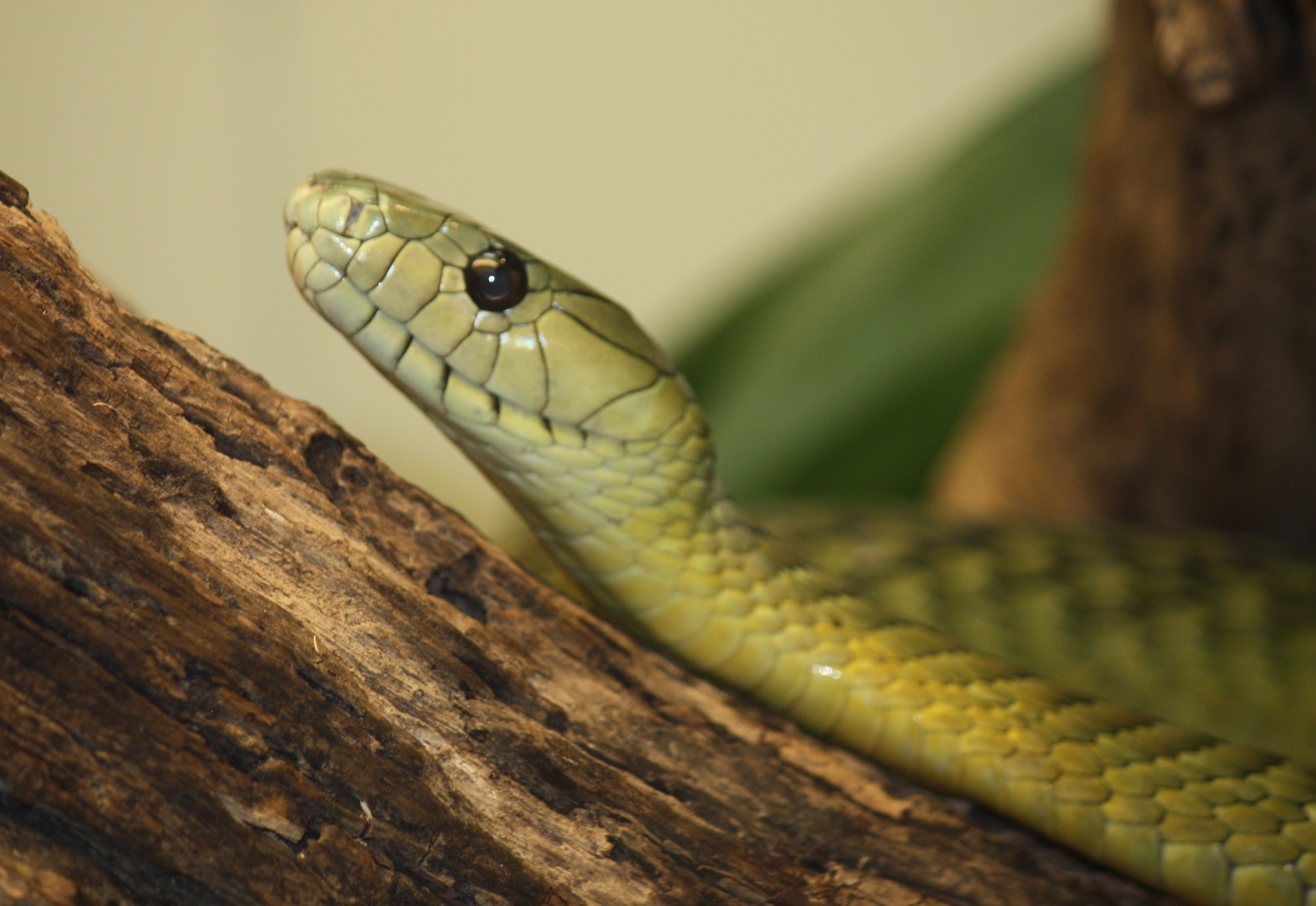
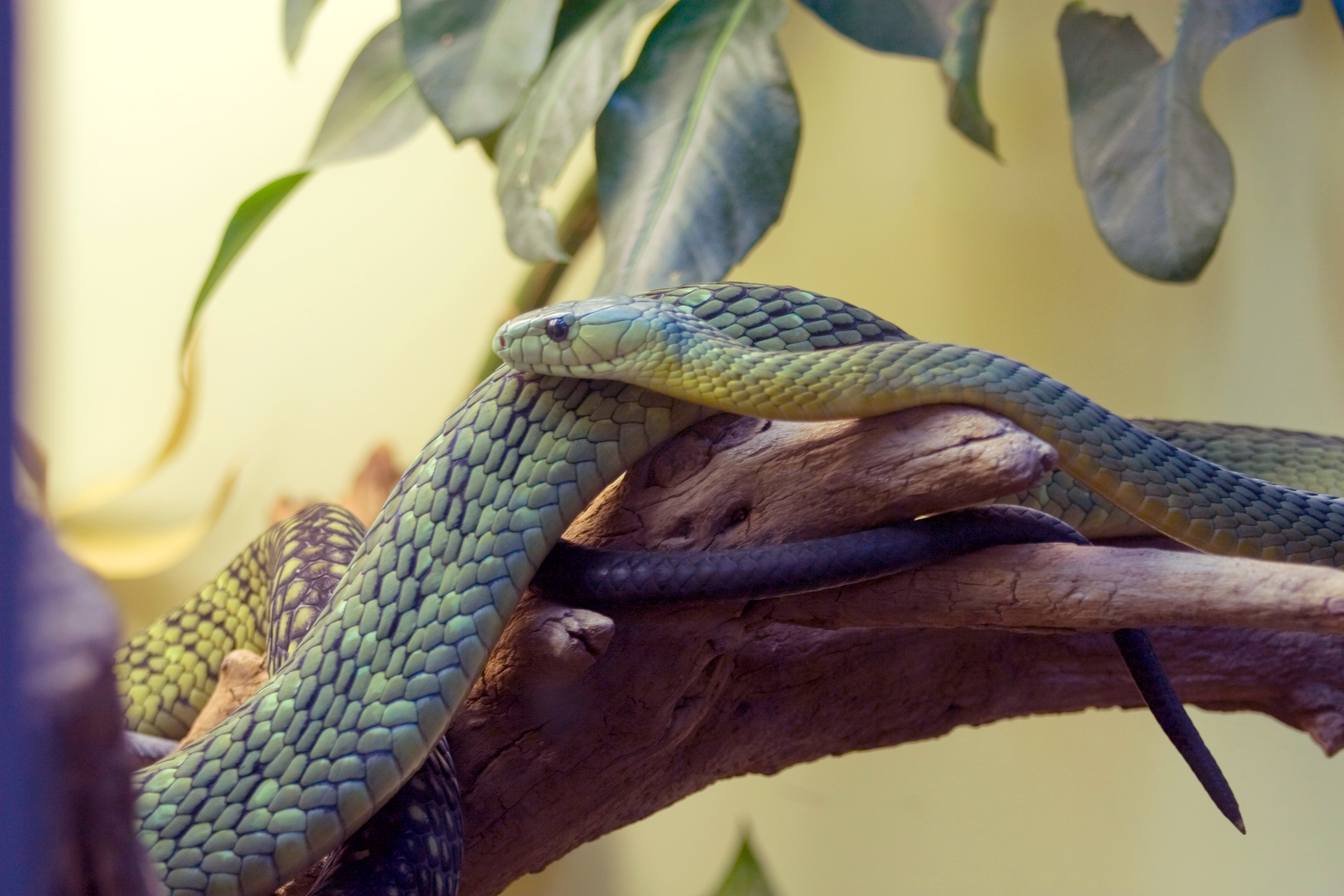
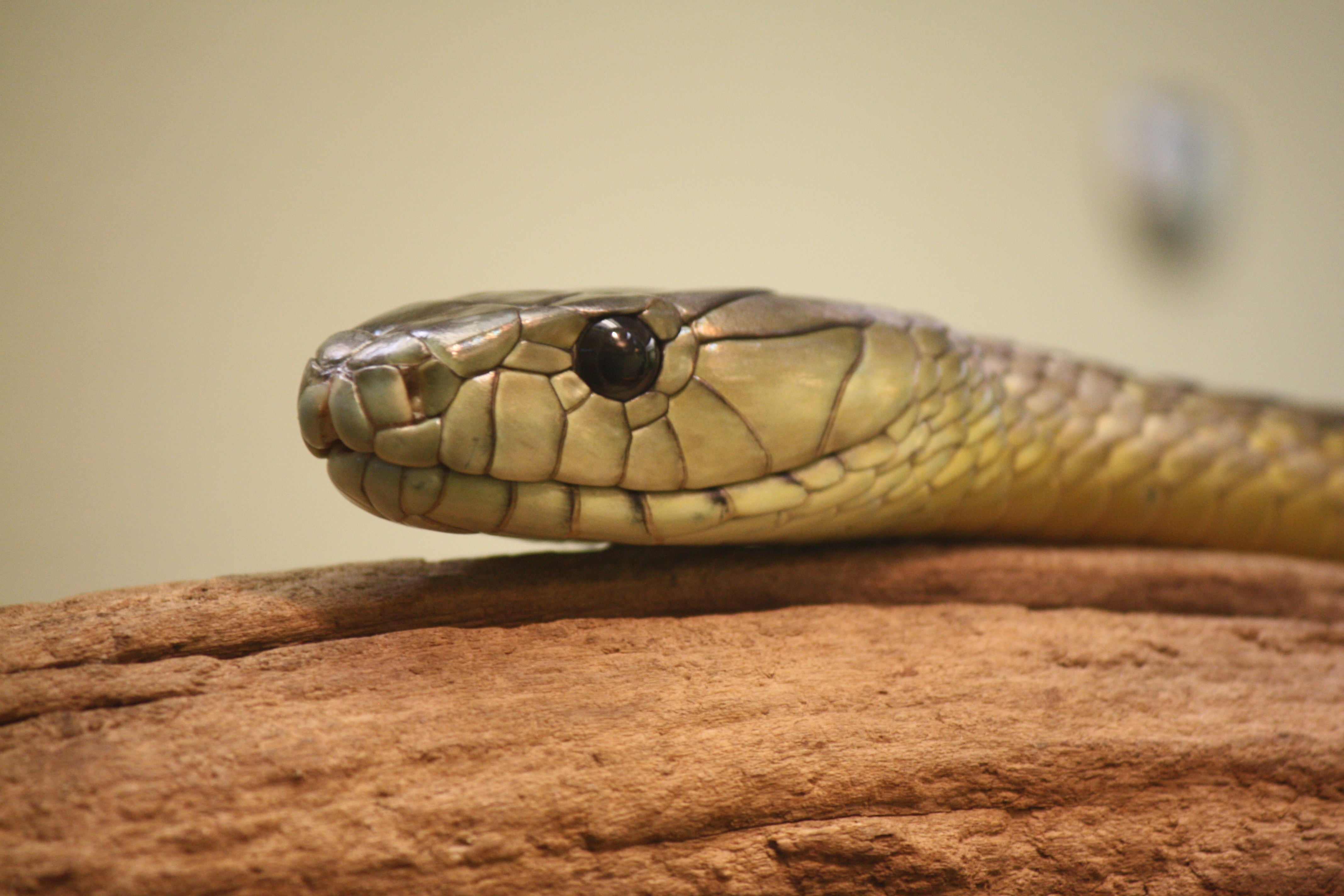